# Pereval Tokmak-Saldy
Pereval Tokmak-Saldy (ryska: Перевал Токмак-Салды) är ett bergspass i Kirgizistan, på gränsen till Uzbekistan. Det ligger i den västra delen av landet, 290 km väster om huvudstaden Bisjkek. Pereval Tokmak-Saldy ligger 3 606 meter över havet.
Terrängen runt Pereval Tokmak-Saldy är bergig åt sydväst, men åt nordost är den kuperad. Runt Pereval Tokmak-Saldy är det mycket glesbefolkat, med 2 invånare per kvadratkilometer. Det finns inga samhällen i närheten. Trakten runt Pereval Tokmak-Saldy består i huvudsak av gräsmarker.